# Morris J-Typ
Der Morris J-Typ (englisch Morris J-Type) ist ein von 1949 bis 1960 produzierter Kleintransporter von Morris Commercial, einer Tochtergesellschaft der Morris Motor Company und Nachfolger des Morris P-Typ. Nachdem die Unternehmen Morris und Austin zu British Motor Corporation (BMC) vereinigt wurden, wurde er ab 1957 auch als Austin 101 Mark produziert.

## Ausstattung
Bei dem mit zwei Schiebetüren versehenen Kleintransporter folgte Morris dem Trend, die Kabine bei Transporten vor die Vorderachse zu setzen. Der Motor wurde zwischen Fahrer- und Beifahrersitz platziert, damit ein ebener Boden entstand. So konnte das Fahrgestell für verschiedene Aufbauten wie Pritschenwagen, Eis- und Milch-Lieferwagen dienen; selbst ein Kipper wurde gebaut.
Anfänglich noch als Probe wurden für die Post Office UK Kastenwagen hergestellt, die im Gegensatz zu den anderen Modellen Gummistoßstangen hatten. Später waren diese wesentlicher Bestandteil des Programms.
Den Antrieb übernahm ein 1476-cm³-Vierzylindermotor aus dem Morris Oxford mit 41 PS (30,2 kW) und 3-Gang-Schaltgetriebe.

## Morris JB-Typ / Austin 101 Mark 1957–1960
Nach der Einführung des moderneren Morris J2 1956 wurde der J-Typ 1957 aktualisiert es kam nun der im J2 verwendete BMC-B-Serie-Motor mit 1489 cm³ Hubraum, 56 PS (41 kW) Leistung, hängenden Ventilen und 4-Gang-Schaltgetriebe zum Einsatz. Ebenfalls wurde er nun auch mittels Badge-Engineering als Austin Motor Company 101 Mark verkauft. Die Produktion endete 1960 mit der Einführung des Nachfolgemodells Morris J4, nachdem  mehr als 48.600 Exemplare gebaut worden waren.

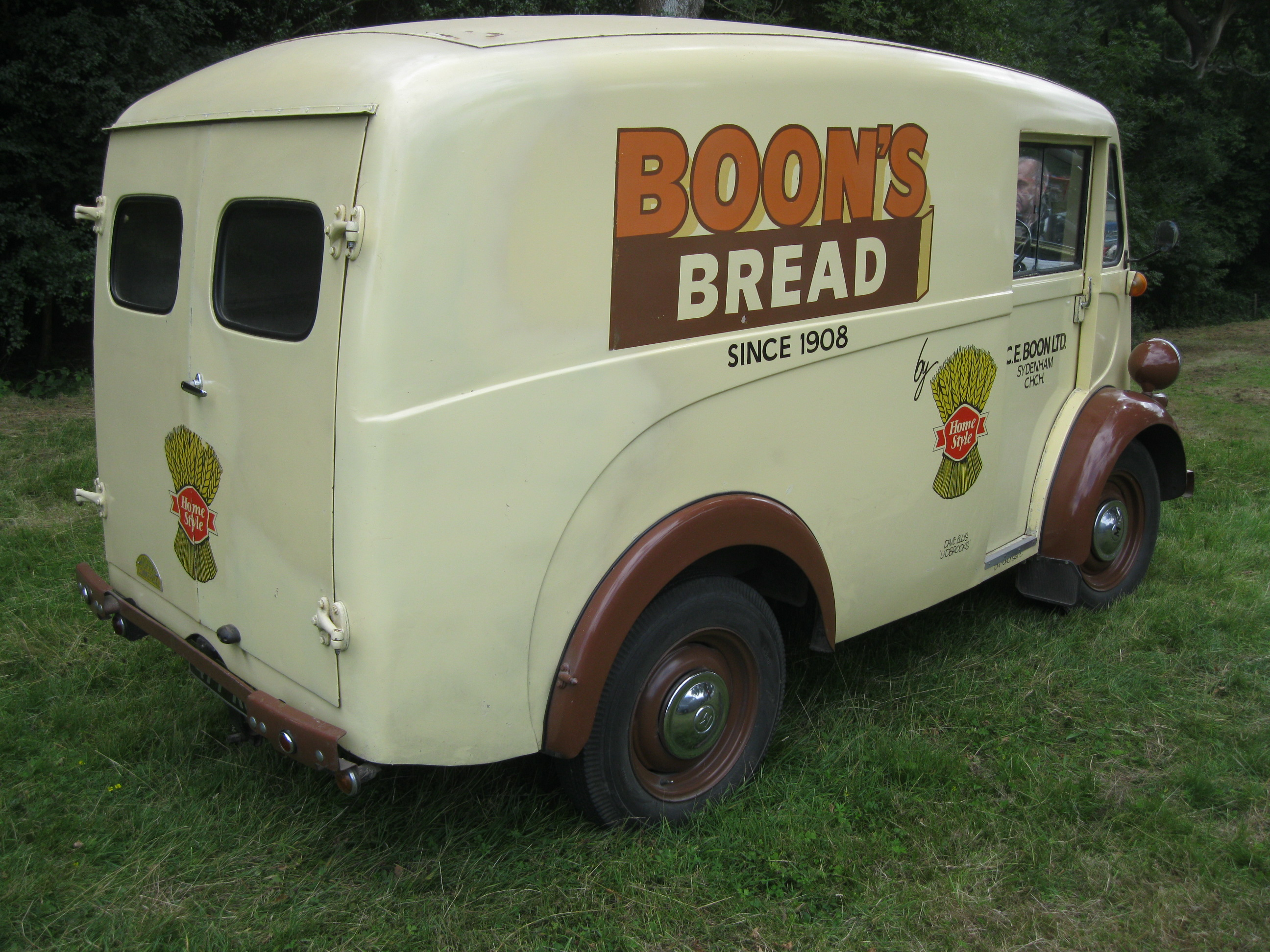
Heckansicht J-Typ Kastenwagen
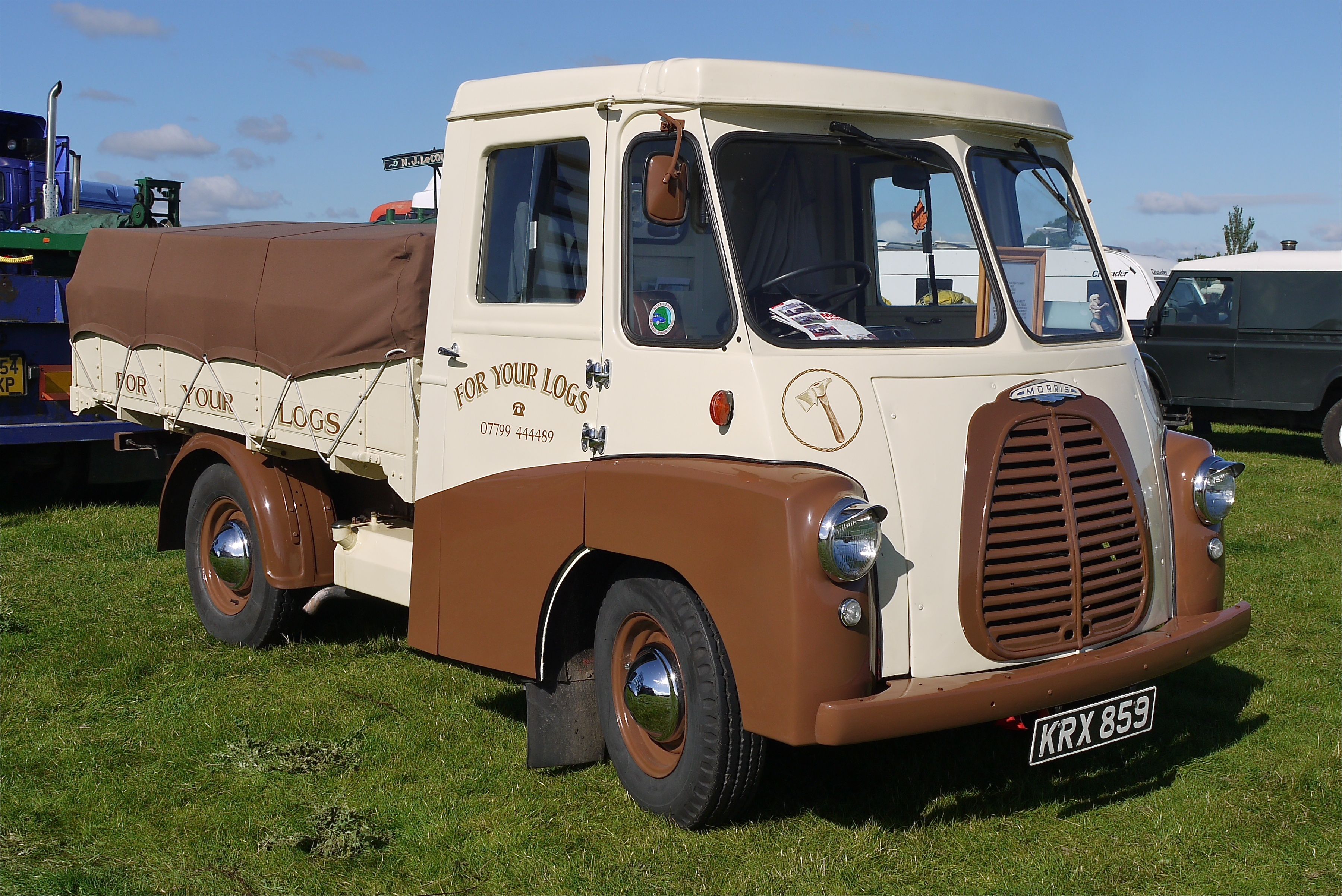
J-Type Pritschenwagen
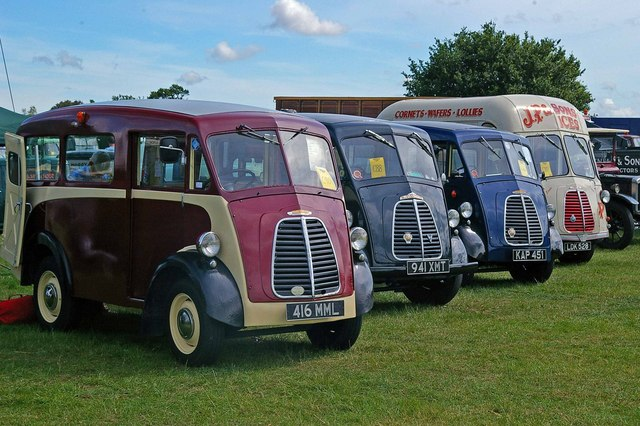
Austin-Versionen des JB-Type

## Referenzen
- The Morris J type van Register
- Harry Edwards: Morris Commercial Vehicles. Alan Sutton, ISBN 0-7509-0176-4.
- The Morris Commercial J Type Van (MCJTV) technical reference and discussion group. - Hosted in Yahoo Groups